# ديغتشة
ديغتشة (بالفارسية: دیگچه) هي قرية تقع في غلستان في إيران. يقدر عدد سكانها بـ 2,259 نسمة .